# Sac City, Iowa
Sac City là một thành phố thuộc quận Sac, tiểu bang Iowa, Hoa Kỳ. Năm 2010, dân số của thành phố này là 2220 người.

## Dân số
Dân số qua các năm:
- Năm 2000: 2368 người.
- Năm 2010: 2220 người.